# Jan Karol Gresser

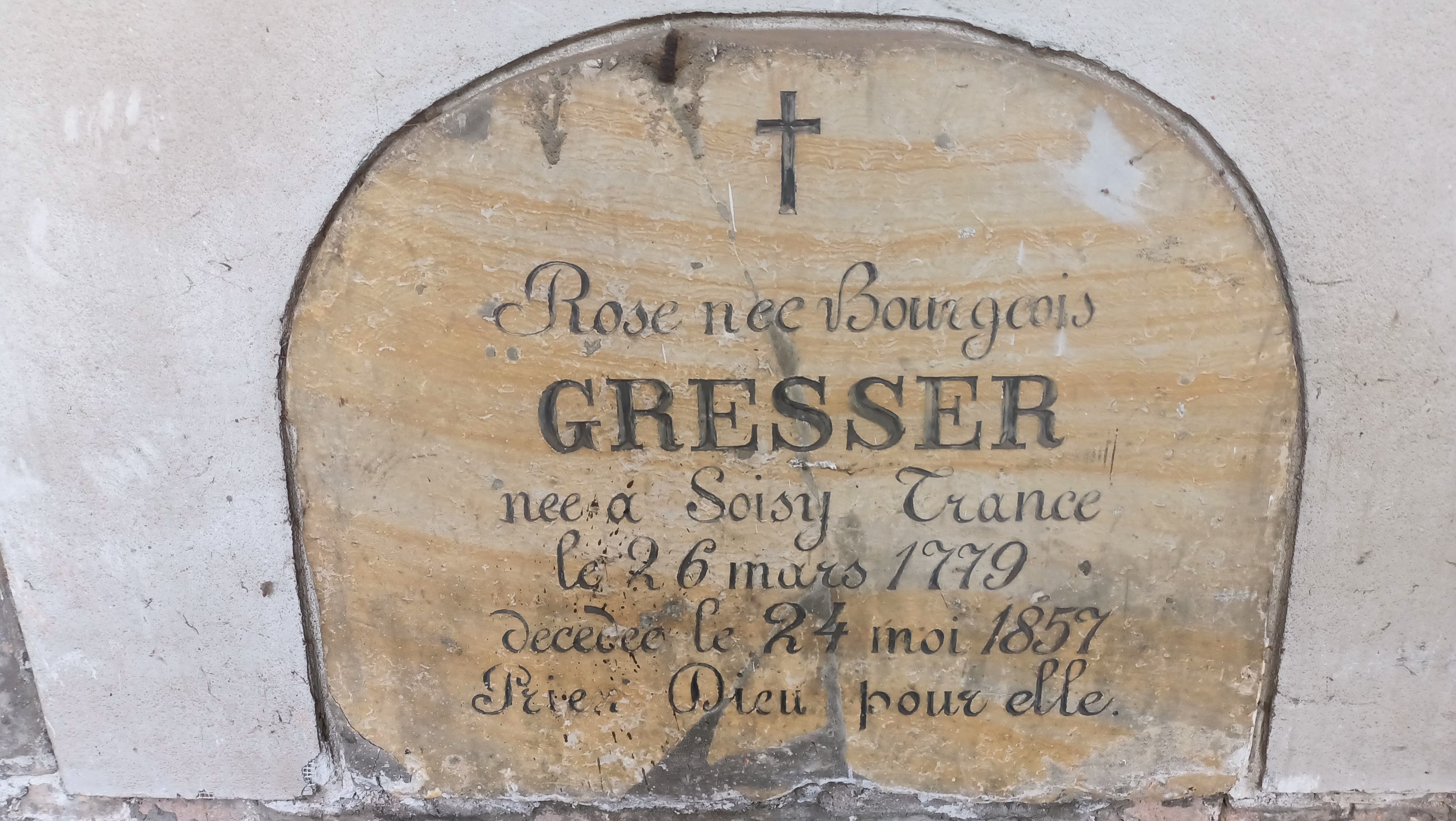
Grób Jana Karola Gressera na cmentarzu Powązkowskim w Warszawie

Jan Karol Gresser (ur. 15 grudnia 1778 w Paryżu, zm. 11 listopada 1854 w Warszawie) – francuski drukarz osiadły w Warszawie.

## Życiorys
Urodził się 15 grudnia 1778 w Paryżu jako syn Jana Ignacego i jego żony Marty z domu Dufresne. Już w wieku lat siedemnastu zaliczał się do towarzyszy sztuki drukarskiej. Od 1800 pracował w Drukarni Rządowej w Paryżu. W 1818 przyjechał do Warszawy celem zorganizowania drukarni dla Natana Glücksberga. W 1827 zorganizował drukarnię dla Banku Polskiego, którą zarządzał. Od 1840 do swojej śmierci kierował drukarnią Komisji Rządowej Przychodów i Skarbu.
Na wystawie płodów przemysłu krajowego w 1836 otrzymał publiczną pochwałę a na wystawie W 1848 otrzymał złoty medal II klasy.
Żonaty był z Różą Bourgeois. Zmarł w Warszawie 11 listopada 1854 i pochowany został na cmentarzu powązkowskim w Warszawie.